# Jacques Hoyaux
Jacques Hoyaux, né le 16 juin 1930 à Uccle et mort le 11 février 2013 ,  à Watermael-Boitsfort est un homme politique belge, membre du PS et militant wallon.

## Biographie
Il est sénateur de 1974 à 1985. De 1977 à 1979, il est secrétaire d'État aux réformes institutionnelles et ministre de l'enseignement de 1979 à 1980.
Une très importante notice de l'Encyclopédie du Mouvement wallon résume son action au service du mouvement wallon.

## Distinctions
Officier du Mérite wallon (O.M.W.) 2013